# University of Dayton
University of Dayton är ett privat katolskt universitet i Dayton i Ohio i USA, grundat 1850 av marianisterna (Society of Mary).
Nobelpristagaren i kemi Charles J. Pedersen och uppfinnaren av Control+Alt+Delete David J. Bradley har studerat vid University of Dayton. Före detta guvernören Bob Taft forskar vid universitetet och teologen Miguel H. Díaz utnämndes 2012 till professor i "Faith and Culture" efter att ha tjänstgjort i tre år som ambassadör i Vatikanstaten.